# Ferrari Dino 166 P
La Ferrari Dino 166 P è una autovettura da corsa, che ha gareggiato in alcune prove del Campionato Mondiale Sport Prototipi del 1965.
Con una carrozzeria berlinetta era equipaggiata da un motore V6 di 1,6 l.
Il prototipo scese in pista il 25 aprile 1965 alla 1000 km di Monza, condotta da Giancarlo Baghetti e da Giampiero Biscaldi, che riuscirono a ottenere la pole position nella classe "Prototipi GT 1600". La gara fu però sfortunata e si concluse dopo aver compiuto solo il primo dei 100 giri previsti., a causa di un "fuorigiri".
La seconda e ultima prova sportiva della Dino 166 P fruttò un ottimo piazzamento alla 1000 km del Nürburgring, dove l'equipaggio Lorenzo Bandini - Nino Vaccarella conquistò il 4º posto assoluto, battendo le Porsche 904/6 2000..
Il prototipo, che risulta essere stato costruito in unico esemplare, fu utilizzato per realizzare la Ferrari Dino 206 SP.

## Caratteristiche tecniche
Il motore era un V6 a 65° posteriore e longitudinale. L'alesaggio e la corsa erano rispettivamente di 77 mm e 57 mm, che portavano la cilindrata totale a 1592,560 cm³. Il rapporto di compressione era di 9,8:1. La potenza massima erogata dal propulsore era di 175 CV a 9000 giri al minuto.
La distribuzione era formata da un doppio albero a camme in testa che comandava due valvole per cilindro. L'alimentazione era assicurata da tre carburatori di marca Weber e modello 40 DCN/2. L'accensione era doppia ed il relativo impianto comprendeva due spinterogeni. La lubrificazione era a carter secco. La frizione era bidisco.
Le sospensioni erano indipendenti, con quadrilateri trasversali, molle elicoidali, ammortizzatori telescopici e barra stabilizzatrice. I freni erano a disco, mentre la trasmissione era formata da un cambio a cinque rapporti più la retromarcia. Lo sterzo era a pignone e cremagliera.
Il telaio era tubolare in acciaio, mentre la carrozzeria era berlinetta a due posti.